# Adam Kellerman

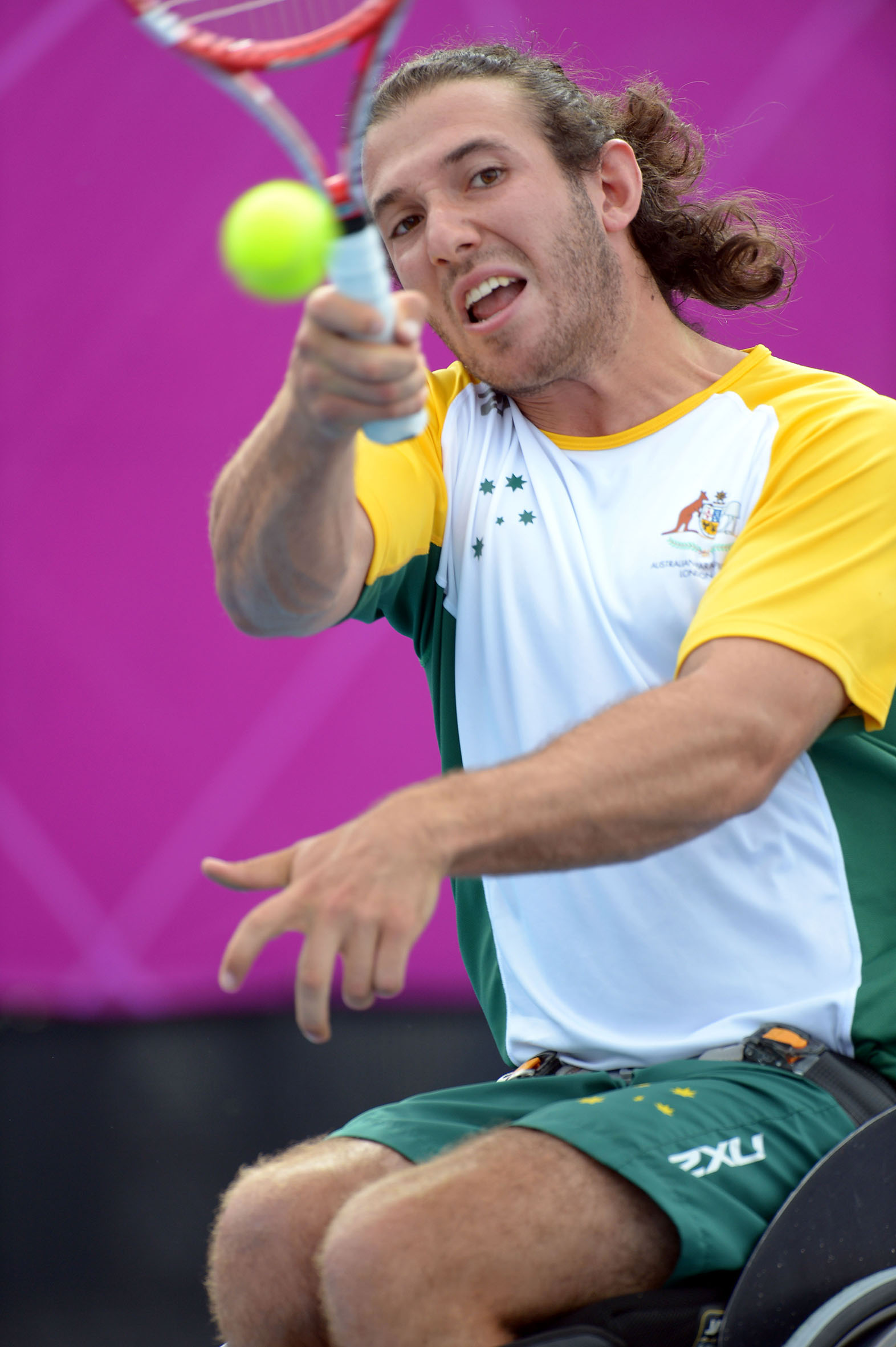
Kellerman disputando os Jogos Paralímpicos de Londres, em 2012.

Adam Kellerman (nascido em 26 de julho de 1990) é um atleta paralímpico australiano na modalidade tênis em cadeira de rodas. Quando tinha treze anos, foi diagnosticado com uma forma de câncer chamado Sarcoma de Ewing.
Desde 21 de julho de 2016, ocupa o número 1 da Austrália e número onze do ranking mundial da categoria simples masculino do tênis em cadeira de rodas. Representou a Austrália pela primeira vez em 2007 e foi integrante da equipe nacional júnior em 2007 e em 2008. Em 2008, disputa algumas partidas de duplas com Ben Weekes.
No início de 2012, Kellerman foi ranqueado como número 61 do mundo. Até junho de 2012, ficou no número 29 do ranking mundial e no número dois da Austrália. Ele havia trabalhado duro para melhorar seu ranking no decorrer do ano, pois apenas os 46 melhores jogadores classificados do mundo se qualificam para os Jogos Paralímpicos. No último semestre de 2011 e no primeiro semestre de 2012, participou de 21 diferentes competições.

## Detalhes
Apesar de lidar com o câncer, Kellerman desenvolveu uma infecção que resultou na artroplastia no quadril direito, que teve como consequência o uso limitado da perna direita. Sua condição médica o deixou em estado de depressão que durou dois anos.
Frequentou a Faculdade Masada de Sydney. Kellerman cursou por um breve período na Universidade do Arizona até deixar a universidade para prosseguir sua carreira no tênis. Durante a sua estadia na Universidade do Arizona, se juntou à fraternidade Sigma Alpha Mu. Ocasionalmente trabalha como palestrante motivacional. Em 2012, morou e estudou na área de Sydney.
Kellerman é destro. Seu pai é presidente do Northside Maccabi Football Club.

## Participações paralímpicas
Kellerman, então aos 22 anos, foi escolhido para representar a Austrália nos Jogos Paralímpicos de Verão de 2012, em Londres, no Reino Unido, na disputa masculina de simples e de duplas, onde fez parceria com Ben Weekes. Marca sua primeira participação nos Jogos Paralímpicos. Antes de competir em Londres 2012, Kellerman só tinha jogado tênis em cadeira de rodas há cinco anos e meio.
Kellerman disputou as quartas de final em simples e nas duplas dos Jogos de Londres.
Nas Paralimpíadas da Rio 2016, Kellerman foi derrotado por Gustavo Fernandez (ARG) por 0-2, com os parciais de 1-6, 2-6, nas quartas de final de simples. Nas duplas masculinas, em parceria com Ben Weekes, também perdeu nas quartas.

## Reconhecimento
- 2014 – Federação Australiana de Tênis – Atleta com deficiência mais destacado.[10]